# Vitsoe
Vitsœ ist ein Hersteller von Designmöbeln, der insbesondere durch die Herstellung von Systemmöbeln von Dieter Rams bekannt wurde. Die von der Firma produzierten Möbel gelten als Klassiker des modernen deutschen Designs und als Prestigeobjekte. Die Firma wurde in Frankfurt am Main gegründet und hat heute ihren Sitz in Leamington Spa.

## Geschichte
Das Unternehmen Vitsœ & Zapf wurde 1959 in Frankfurt am Main von dem dänischen Möbelhändler Niels Wiese Vitsœ und dem Physiker und Erben eines Tischlerbetriebs Otto Zapf zur Herstellung der Möbelentwürfe des Designers Dieter Rams gegründet. Rams entwarf zahlreiche Systemmöbel für Vitsœ, darunter das Regalsystem 606 und das Sesselprogramm 620, die beide als Designklassiker gelten. Im Jahre 1970 verließ Otto Zapf das Unternehmen, das seit dieser Zeit nur noch Vitsœ genannt wurde.
1985 wurde von Mark Adams die englische Tochterfirma Vitsœ Ltd gegründet, zunächst für den Vertrieb der Möbel in Großbritannien. Nach Niels Vitsœs Pensionierung wurde Adams Geschäftsführer. 1995 wurden nach der Insolvenz des deutschen Mutterunternehmens Wiese-Vitsoe der Firmensitz und Teile der Produktion nach Großbritannien verlagert. Für den deutschsprachigen Raum wurden die Möbel von 1995 bis 2012 von dem deutschen Möbelhersteller Sdr+ produziert. Seit 2012 hält Vitsœ die weltweite Exklusivlizenz für Dieter Rams’ Möbelentwürfe.
2017 zog Vitsœ von seinem Londoner Workshop an einen neuen Firmensitz in Royal Leamington Spa im Zentrum Englands.

## Produkte

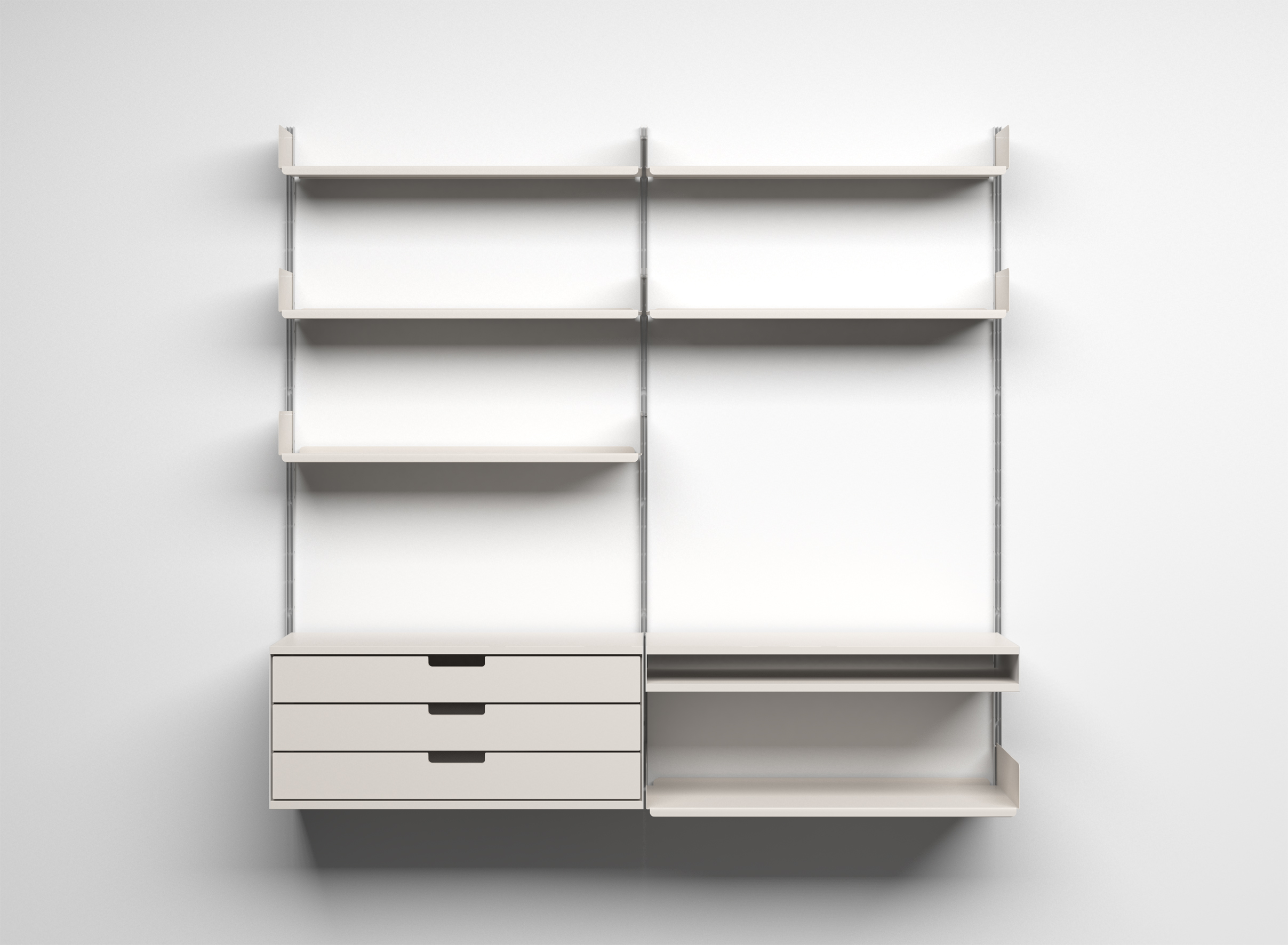

Das Regalsystem 606 wurde 1960 von Dieter Rams entworfen und wird seitdem ununterbrochen von Vitsœ hergestellt. Die flexible Befestigung der Komponenten erlaubt einen leichten Auf- und Umbau und vereinfacht den Umzug. Das System wurde mehrfach ausgezeichnet und gehört zur ständigen Kollektion des Museum of Modern Art in New York City. Der ikonische Sessel 601 und 602 gehört ebenso zu den frühen Entwürfen von 1960.
Der 620-Sessel wurde im Jahre 1962 ebenfalls von Dieter Rams entworfen. Der Architekturkritiker und Publizist Hans Wichmann bezeichnete den 620-Sessel als Ikone des Möbeldesigns. Der Sessel wurde mehrfach mit Gestaltungspreisen ausgezeichnet. So wurde der Sessel ausgezeichnet mit dem Rosenthal Studio Preis im Jahre 1966 und mit der Goldmedaille auf der internationalen Möbel Ausstellung in Wien im Jahre 1969 prämiert. Der Sessel gehört zur ständigen Kollektion des Victoria and Albert Museums seit 1970.
Der Tisch 621 wurde von Dieter Rams ebenfalls im Jahre 1962 als Ergänzung zu seinem Sesselprogramm 620 entworfen. Im Jahre 2014 erfolgte in enger Zusammenarbeit mit Dieter Rams eine Weiterentwicklung des Produkts.
Seit 2022 zeigt das Museum Angewandte Kunst in Frankfurt am Main die Modelle von Dieter Rams in einer Dauerausstellung.

## Belege
1. 1 2  
Geschichte. vitsoe.com, abgerufen am 9. September 2022.
2. ↑  "Das englische Unternehmen Vitsœ vertreibt bis heute weltweit das Regalsystem 606 oder das Sesselprogramm 620, das als eines der wenigen Designprodukte ein künstlerisches Urheberrecht erlangte." zitiert nach "Stilraum Dieter Rams" Webseite des Museum Angewandte Kunst, abgerufen am 1. Februar 2024.
3. ↑  Produktdetails - frankfurt minimal - 20th century furniture, Designklassiker und Vintage Möbel. Abgerufen am 25. März 2021.
4. ↑  621 Designgeschichte und Details, Produktseite des Herstellers (vitsoe.com)
5. ↑  Dieter Rams Ein Stilraum, auf museumangewandtekunst.de

Koordinaten: 51° 32′ 21,7″ N, 0° 8′ 54,1″ W